# Ambasciatore d'Italia in Turchia

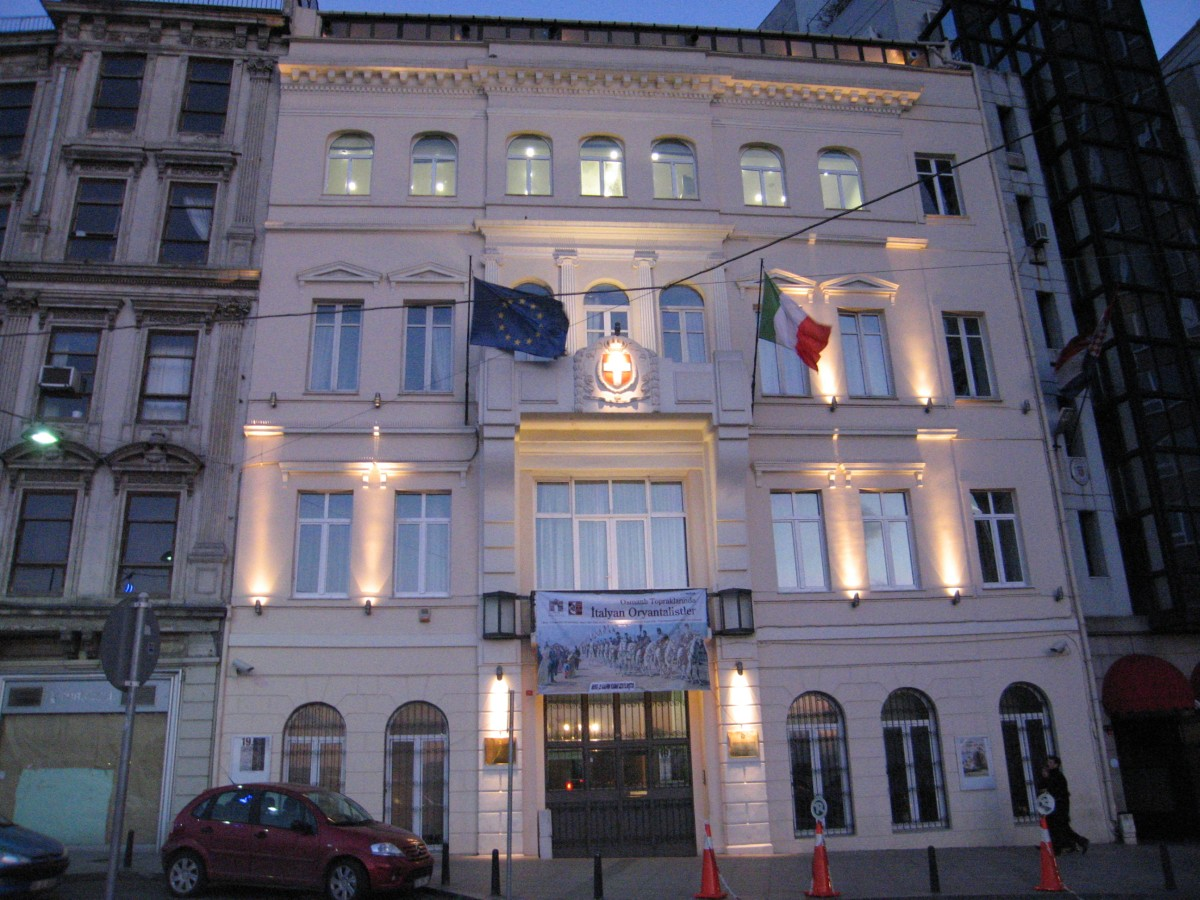
Facciata della ex ambasciata del Regno d'Italia presso il Sultano a Costantinopoli (poi dal 1 dicembre 1918 al Palazzo di Venezia e infine ad Ankara). Dal 1951 questo edificio nel distretto di Beyoğlu di Istanbul è sede di un Istituto Italiano di Cultura, mentre nel complesso di Palazzo di Venezia si trova la seconda residenza dell'ambasciatore d'Italia in Turchia e il consolato generale d'Italia di Istanbul.

L'ambasciatore d'Italia in Turchia (in turco, Italya'nın Türkiye Büyükelçisi) è il capo della missione diplomatica della Repubblica Italiana nella repubblica di Turchia.
L'ambasciatore in Turchia ha sede ad Ankara, Atatürk Bulvarı 118, nel quartiere di Kavaklıdere. Dal 3 gennaio 2022 l'ambasciatore d'Italia è Giorgio Marrapodi.

## Lista degli ambasciatori

### Impero ottomano
Quella che segue è una lista degli ambasciatori italiani nell'impero ottomano e in Turchia.
| Nomina            | Titolo                       | Capo missione                        | Sede           | Nominato dal governo | Accredito    | Note |
| ----------------- | ---------------------------- | ------------------------------------ | -------------- | -------------------- | ------------ | ---- |
| Impero ottomano   |                              |                                      |                |                      |              |      |
| 25 settembre 1856 | Inv. Str. e plenipotenziario | Giacomo Durando                      | Costantinopoli | Vittorio Emanuele II | Abdülmecid I |      |
| 13 luglio 1861    | Inv. Str. e plenipotenziario | Marcello Cerruti                     | Costantinopoli | Ricasoli I           | Abdul Aziz   |      |
| 26 giugno 1862    | Inv. Str. e plenipotenziario | Camillo Caracciolo Di Bella          | Costantinopoli | Rattazzi I           | Abdul Aziz   |      |
| 27 agosto 1863    | Inv. Str. e plenipotenziario | Giuseppe Greppi                      | Costantinopoli | Minghetti I          | Abdul Aziz   |      |
| 18 marzo 1866     | Inv. Str. e plenipotenziario | Emilio Visconti Venosta              | Costantinopoli | La Marmora III       | Abdul Aziz   |      |
| 2 maggio 1867     | Inv. Str. e plenipotenziario | Giuseppe Bertinatti                  | Costantinopoli | Rattazzi II          | Abdul Aziz   |      |
| 24 maggio 1869    | Inv. Str. e plenipotenziario | Raffaele Ulisse Barbolani            | Costantinopoli | Menabrea III         | Abdul Aziz   |      |
| 17 luglio 1875    | Inv. Str. e plenipotenziario | Luigi Corti                          | Costantinopoli | Minghetti II         | Abdul Aziz   |      |
| 11 febbraio 1886  | Inv. Str. e Plenipotenziario | Francesco Galvagna                   | Costantinopoli | Depretis VII         | Murad V      |      |
| 3 febbraio 1887   | Ambasciatore                 | Alberto Blanc                        | Costantinopoli | Depretis VII         | Murad V      |      |
| 2 ottobre 1891    | Ambasciatore                 | Costantino Ressman                   | Costantinopoli | di Rudinì I          | Murad V      |      |
| 3 maggio 1892     | Ambasciatore                 | Luigi Avogadro di Collobiano Arborio | Costantinopoli | di Rudinì I          | Murad V      |      |
| 1894              | Ambasciatore                 | Tommaso Catalini                     | Costantinopoli | Crispi IV            | Murad V      |      |
| 24 ottobre 1895   | Ambasciatore                 | Alberto Pansa                        | Costantinopoli | Crispi IV            | Murad V      |      |
| 1 marzo 1896      | Incaricato d'affari          | Alberto De Foresta                   | Costantinopoli | Crispi IV            | Murad V      |      |
| 1903              | Ambasciatore                 | Obizzo Malaspina di Carbonara        | Costantinopoli | Giolitti II          | Murad V      |      |
| gennaio 1904      | Ambasciatore                 | Guglielmo Imperiali di Francavilla   | Costantinopoli | Giolitti II          | Murad V      |      |
| 1910              | Ambasciatore                 | Edmondo Mayor des Planches           | Costantinopoli | Luzzatti             | Mehmet V     |      |
| 21 luglio 1911    | Ambasciatore                 | Camillo Garroni Carbonara            | Costantinopoli | Giolitti IV          | Mehmet V     |      |

### Alto commissario italiano presso l'impero ottomano
Al termine del primo conflitto mondiale, come decretato dall'armistizio di Mudros, l'impero ottomano fu smembrato e la capitale Costantinopoli occupata dalle potenze alleate.
| Nomina                        | Titolo                   | Capo missione             | Sede           | Nominato dal governo | Accredito             | Note |
| ----------------------------- | ------------------------ | ------------------------- | -------------- | -------------------- | --------------------- | ---- |
| Occupazione di Costantinopoli |                          |                           |                |                      |                       |      |
| novembre 1918                 | Alto commissario alleato | Carlo Sforza              | Costantinopoli | Orlando              | Mustafa Kemal Atatürk |      |
| gennaio 1919                  | Alto commissario alleato | Romano Lodi Fé            | Costantinopoli | Nitti I              | Mustafa Kemal Atatürk |      |
| settembre 1920                | Alto commissario alleato | Camillo Garroni Carbonara | Costantinopoli | Giolitti V           | Mustafa Kemal Atatürk |      |

### Repubblica di Turchia
I rapporti diplomatici furono pienamente restaurati con l'istituzione della repubblica di Turchia nel 1923, nata in seguito alla soppressione dell'impero ottomano nel 1922. Dopo un periodo durante il quale la legazione soggiornò nello storico Palazzo di Venezia ad Istanbul (all'epoca nota ancora con il nome di Costantinopoli), si rese necessaria la costruzione di una nuova sede diplomatica nella nuova capitale Ankara. Questa fu realizzata su un terreno donato all’Italia dallo stesso Atatürk su Atatürk Bulvarı, la principale arteria della capitale; i lavori tuttavia iniziarono solo nel 1938 e furono portati a termine nel 1940, durante la permanenza in Turchia dell'ambasciatore Ottavio De Peppo.
| Nomina                | Titolo       | Capo missione                    | Sede           | Nominato dal governo | Accredito                        | Note |
| --------------------- | ------------ | -------------------------------- | -------------- | -------------------- | -------------------------------- | ---- |
| Repubblica di Turchia |              |                                  |                |                      |                                  |      |
| 1924                  | Ambasciatore | Giulio Cesare Montagna           | Costantinopoli | Mussolini            | Mustafa Kemal Atatürk            |      |
| 3 novembre 1925       | Ambasciatore | Luca Orsini Baroni               | Costantinopoli | Mussolini            | Mustafa Kemal Atatürk            |      |
| 1929                  | Ambasciatore | Pompeo Aloisi                    | Ankara         | Mussolini            | Mustafa Kemal Atatürk            |      |
| 1932                  | Ambasciatore | Vincenzo Lojacono                | Ankara         | Mussolini            | Mustafa Kemal Atatürk            |      |
| 1934                  | Ambasciatore | Carlo Galli                      | Ankara         | Mussolini            | Mustafa Kemal Atatürk            |      |
| 24 agosto 1938        | Ambasciatore | Ottavio De Peppo                 | Ankara         | Mussolini            | Mustafa Kemal Atatürk            |      |
| febbraio 1943         | Ambasciatore | Raffaele Guariglia               | Ankara         | Badoglio I           | İsmet İnönü                      |      |
| 6 settembre 1943      | Ambasciatore | Guido Rocco                      | Ankara         | Badoglio I           | İsmet İnönü                      |      |
| 1945                  | Ambasciatore | Alberto Marchetti Di Muriaglio   | Ankara         | Bonomi III           | İsmet İnönü                      |      |
| 1946                  | Ambasciatore | Renato Prunas                    | Ankara         | De Gasperi I         | İsmet İnönü                      |      |
| 1950                  | Ambasciatore | Luca Pietromarchi                | Ankara         | De Gasperi VI        | Celâl Bayar                      |      |
| 1958                  | Ambasciatore | Massimo Magistrati               | Ankara         | Fanfani II           | Celâl Bayar                      |      |
| 1961                  | Ambasciatore | Mario Luciolli                   | Ankara         | Fanfani III          | Cemal Gürsel                     |      |
| 1964                  | Ambasciatore | Francesco Lo Faro                | Ankara         | Moro I               | Cemal Gürsel                     |      |
| 1967                  | Ambasciatore | Mario Mondello                   | Ankara         | Moro III             | Cevdet Sunay                     |      |
| 1971                  | Ambasciatore | Pierluigi Alverà                 | Ankara         | Colombo              | Cevdet Sunay                     |      |
| 1973                  | Ambasciatore | Giorgio Smoquina                 | Ankara         | Rumor IV             | Tekin Arıburun                   |      |
| 1975                  | Ambasciatore | Girolamo Messeri                 | Ankara         | Moro IV              | Fahri Korutürk                   |      |
| 1979                  | Ambasciatore | Eric Da Rin                      | Ankara         | Andreotti V          | Fahri Korutürk                   |      |
| 1981                  | Ambasciatore | Bartolomeo Attolico              | Ankara         | Forlani              | Consiglio di Sicurezza Nazionale |      |
| 1983                  | Ambasciatore | Piero Ferraboschi                | Ankara         | Craxi I              | Kenan Evren                      |      |
| 4 gennaio 1988        | Ambasciatore | Giorgio Franchetti Pardo         | Ankara         | De Mita              | Kenan Evren                      |      |
| 23 marzo 1993         | Ambasciatore | Luigi Maria Fontana Giusti       | Ankara         | Ciampi               | Turgut Özal                      |      |
| 1995                  | Ambasciatore | Michelangelo Pisani Massamormile | Ankara         | Dini                 | Süleyman Demirel                 |      |
| 22 marzo 1997         | Ambasciatore | Massimiliano Bandini             | Ankara         | Prodi I              | Süleyman Demirel                 |      |
| 5 luglio 1999         | Ambasciatore | Vittorio Claudio Surdo           | Ankara         | D'Alema I            | Süleyman Demirel                 |      |
| febbraio 2004         | Ambasciatore | Carlo Marsili                    | Ankara         | Berlusconi II        | Ahmet Necdet Sezer               |      |
| 24 luglio 2010        | Ambasciatore | Gianpaolo Scarante               | Ankara         | Berlusconi IV        | Abdullah Gül                     |      |
| 1 marzo 2015          | Ambasciatore | Luigi Mattiolo                   | Ankara         | Renzi                | Recep Tayyip Erdoğan             |      |
| 8 gennaio 2019        | Ambasciatore | Massimo Gaiani                   | Ankara         | Conte I              | Recep Tayyip Erdoğan             |      |
| 3 gennaio 2022        | Ambasciatore | Giorgio Marrapodi                | Ankara         | Draghi               | Recep Tayyip Erdoğan             |      |

## Altre sedi diplomatiche d'Italia in Turchia
Oltre l'ambasciata ad Ankara, esiste un'estesa rete consolare della repubblica italiana nel territorio turco:
| Tipologia                   | Sede          | Note                                                                                                 |
| --------------------------- | ------------- | --- |
| Consolato Generale d'Italia | Istanbul      | Consolato di Istambul, su consistanbul.esteri.it (archiviato dall'url originale il 22 ottobre 2017). |
| Consolato d'Italia          | Smirne        | Consolato di Smirne, su consizmir.esteri.it (archiviato dall'url originale il 22 ottobre 2017).      |
| Consolato Onorario d'Italia | Bursa         | |
| Consolato Onorario d'Italia | Nevşehir      | |
| Consolato Onorario d'Italia | Adalia        | |
| Consolato Onorario d'Italia | Alessandretta | |
| Consolato Onorario d'Italia | Gaziantep     | |